# Бацилек, Карол
Карол Бацилек (словац. Karol Bacílek; 2 октября 1896, с. Чотанки, Австро-Венгрия (ныне района Нимбурк, Среднечешский край, Чешской Республики) — 19 марта 1974, Братислава, ЧССР) — чехословацкий политический, общественный и государственный деятель, член Коммунистической партии Чехословакии и Первый секретарь компартии Словакии (1953—1963), премьер-министр (председатель Совета уполномоченных Словацкого национального совета, 4 мая 1950-7 сентября 1951), министр национальной безопасности Чехословакии (1952—1953).

## Биография
Родился в семье каменщика. Обучался профессии слесаря. В 1912—1915 годах — рабочий.
Участник Первой мировой войны. С 1915 года сражался на итальянском фронте.
После создания Чехословацкой республики принимал участие в отстаивании Словакией права на самоопределение.
С 1921 года — член КПЧ.
В 1920—1923 годах работал в железнодорожных мастерских. С 1924 года — профессиональный политработник, был окружным и региональным секретарём КПЧ. В 1929 г. поддерживал радикальный большевистский курс в коммунистической партии, в 1930-х годах — член Коммунистической партии Чехословакии и Компартии Словакии. С 1930-х годов был лидером сталинского и догматического направления в коммунистическом движении в Чехословакии и особенно в Словакии.
В мае 1939 года эмигрировал в Советский Союз, учился в партийной школе. В 1943 году нелегально вернулся в Словакию и стал политическим комиссаром партизанской дивизии. В 1944 году принял участие в Словацком национальном восстании. В это время стал секретарём секретариата компартии Словакии.
После освобождения Чехословакии работал на важных политических должностях в Коммунистической партии Словакии. В апреле 1945 года стал членом Временного ЦК Коммунистической партии Чехословакии. Работал секретарём ЦК и начальником сельскохозяйственного отдела ЦК КП Словакии. После февраля 1948 г. — на государственной работе.
Во время политических репрессий и партийных чисток был членом руководства Коммунистической партии Чехословакии (1951—1963), секретарём КПЧ (1951-53), премьер-министр (председатель Совета уполномоченных Словацкого национального совета, 4 мая 1950-7 сентября 1951).
Возглавлял в Праге два ключевых министерства: контроля (с 8 сентября 1951 по 23 января 1952) и национальной безопасности (с 23 января 1952 по 14 сентября 1953). Применял репрессивные меры, в качестве министра безопасности осуществил подготовку политических процессов начала 1950-х годов в Чехословакии, в том числе процесса Сланского.
В 1953 г. вышел в отставку. Отправился в Словакию, где в качестве первого секретаря ЦК КП Словакии (1953—1963) стал опорой догматического крыла словацких коммунистов. Осуждал «словацких буржуазных националистов» типа Гусака и Новомеского.
В апреле 1963 года, после развенчания культа личности Сталина, он был уволен с должности члена Бюро ЦК и первого секретаря ЦК КП Словакии.
Членом ЦК Коммунистической партии Чехословакии оставался до 1966 года, до 1964 года — депутатом Национального собрания ЧССР и Словацкого национального совета.

## Избранные труды
- O niektorych otázkach roľníckej politiky na Slovensku, Bratislava 1950;
- Bedlivo a ostražite ochraňovať výsledky našej mierumilovnej budovateľskej práce, Bratislava 1952;
- Poučenie z procesu s vedením protištátneho špionážneho a sprisahaneckeho centra v čele s Rudolfom Slánskym, Bratislava 1953;
- Upevniť stranicko-štátnu disciplinu — prvoradá úloha našich straníckých organizácií, 1953.